# Alicja Simon
Alicja Simon, także: Alicja Simonówna, Alice Simon (ur. 13 listopada 1879 w Warszawie, zm. 23 maja 1958 w Łodzi) – polska muzykolog pochodzenia żydowskiego, profesor Uniwersytetu Łódzkiego.

## Życiorys
Alicja Simon studiowała muzykę w Konserwatorium Muzycznym w Warszawie, a następnie muzykologię na Uniwersytecie Fryderyka Wilhelma u Hermanna Kretzschmara w Berlinie (1904–1909), gdzie studiowała również filozofię, psychologię i historię sztuki. Następnie podjęła naukę na Uniwersytecie Zuryskim, gdzie w 1914 obroniła doktorat w oparciu o pracę związaną z elementami polskimi w niemieckiej muzyce klasycznej. Następnie w latach 1920–1923 pracowała w antykwariacie M. Breslauera w Berlinie oraz w Genewie w Międzynarodowej Organizacji Pracy. W latach 1924–1928 była kierowniczką działu muzycznego Biblioteki Kongresu w Waszyngtonie. W latach 1928–1939 pracowała jako docent muzykologii w Wolnej Wszechnicy Polskiej w Warszawie oraz była kustoszem zbiorów im. Aleksandra Polińskiego przy Dyrekcji Państwowych Zbiorów Sztuki. Podczas II wojny światowej organizowała tajne nauczanie. Od 1945 pracowała jako adiunkt i wykładowca muzykologii na Uniwersytecie Łódzkim. W 1954 została profesorem zwyczajnym muzykologii na UŁ.
Jej działalność na polu muzycznym wiązała się z promowaniem muzyki polskiej za granicą, szczególnie w latach 1924–1939 gdy wygłaszała liczne wykłady na ten temat. Ponadto jako muzykolog w swoich pracach analizowała związki muzyki zachodniej (przede wszystkim niemieckiej) z muzyką polską. Publikowała po polsku, niemiecku i angielsku.
Należała do Łódzkiego Towarzystwa Naukowego i Związku Kompozytorów Polskich i Towarzystwa im. Fryderyka Chopina.
Została pochowana na cmentarzu Powązkowskim w Warszawie.

## Odznaczenia
- Medal 10-lecia Polski Ludowej (1955)[7]